# 내사원
내사원(內赦院, 라틴어: Paenitentiaria Apostolica)은 교황청에 있는 세 법원 가운데 하나이다. 내사원은 주로 사면 조치를 다루는 법원으로서 로마 가톨릭교회 내에서 죄의 탕감과 관련된 문제들을 담당하고 있다.
내사원은 오직 교회 내부 문제에 대한 사법권만 갖고 있다. 내사원의 업무는 크게 세 가지 범주로 분류된다.
- 성좌로부터 권한을 받아 고해성사 안에서든 밖에서든 관면권을 행사한다.
- 성좌로부터 권한을 받아 성사에 지장을 주는 요소들에 대한 처리를 담당한다.
- 대사의 수여와 사용을 담당한다.

내사원을 총지휘하는 내사원장은 사도좌 공석 기간에도 계속 그 자리가 유지되는 바티칸의 극소수 관리 가운데 한 사람이다. 만약 내사원장이 교황 선거에 참석하게 되면, 그는 교황 선거 동안 외부와 접촉해 연락하는 것이 허락되는 유일한 세 사람 가운데 한 사람이 되는 것이다. 그리하여 내사원장은 자신의 의무를 지속적으로 수행할 수 있게 된다. 내사원장은 보통 추기경이 맡는 것이 일반적이다. 현재 내사원장은 안젤로 데 도나티스 추기경이다.

## 역사상의 임무들
18세기까지 내사원은 회개자들의 사례-‘외적 법정’이라고 명명된 세속 법의 위반이 포함된 참회와 관련된 분쟁들도 검토하였다.
특히 회개자가 극악무도한 범죄(강간이나 살인 등)를 저질렀거나 정치적 또는 문화적으로 높은 위치에 있는 회개자가 중범죄를 저지른 경우, 종종 꽤 가혹한 고행을 부과하는 참회를 하도록 조처하였다. 이러한 관례는 중세 시대 교회에서 특히 충실했는데, 참회를 위해 주교들에게 죄를 고백하였다. 만약 참회인이 저지른 죄에 비해 부과된 속죄가 적당하지 못하다고 생각되면 내사원에 항의서를 제출하였다. 혐의가 있는 사람은 ‘외적 법정’에서 불리한 진술을 들었다. 즉, 회개자에게 필요한 공식적인 조치와 관련 있는 것이었다.
만일 법정이 회개자를 옹호하기로 했을 시, 그들은 적절한 참회가 이미 이루어졌으며, 회개자의 죄가 용서받았고, 그 문제는 이제 끝났다는 것을 확인하는 공식적인 입장을 발표하였다. 내사원은 자신들의 판결을 필사하기 위해서 일정량의 돈을 지급하여 고용한 법률 서기를 통해 진술들을 기록하였다.

## 대사
내사원은 또한 그리스도인들이 대사의 은사를 받을 기회를 선언하는 교령을 작성하고 반포한다. 한 예로, 2008년 6월 28일 내사원은 제23차 세계 청년 대회가 열리기에 앞서 특별 전대사 수여에 대한 교령을 선포하였다. 교령은 다음과 같은 말로 시작된다:
제23차 세계 청년 대회를 맞이하여 순례의 정신으로 시드니에 모일 신자들에게 전대사가 수여된다. 또한, 어디서나 이 대회의 영적 목적과 그 기쁜 결실을 위해 기도하는 모든 이도 부분 대사를 얻을 수 있다.
교황님께서는 6월 21일 아래 서명한 내사원장과 부원장에게 허락하신 알현에서 내사원에 특별 권한을 주시어 이 교령으로 다음과 같은 대사 은총의 수여를 선포하게 하셨다.
교령에 나온 전대사와 부분 대사를 주는 조건은 다음과 같다:
전대사는 제23차 세계 청년 대회의 장엄 폐막식을 포함하여 이 대회 동안 열리는 거룩한 예식과 신심 행사에 헌신적으로 참여하여, 진심으로 뉘우치고 고해성사를 받으며 영성체를 하고 교황님의 뜻에 따라 열심히 기도하는 신자들에게 수여된다.
부분 대사는 제23차 세계 청년 대회 동안 어디서나 뉘우치는 마음으로 하느님께 기도를 바침으로써 젊은이들을 사랑으로 이끌고 젊은이들에게 삶으로 복음을 선포할 힘을 주는 신자들에게 수여된다.
이 세계 청년 대회의 성공을 위하여, 성사적 고백을 듣는 고해 사제들은 모든 신자가 이 천상 은혜를 더 쉽게 받을 수 있도록 언제나 기꺼이 너그러운 마음으로 신자들을 환영하고 신자들에게 공적 기도를 권유해야 한다.
이 교령은 제23차 세계 청년 대회 동안 유효하다. 이와 반대되는 규정은 모두 무효이다.

## 역대 내사원장
20세기
- 세라피노 반누텔리 (1899년 11월 20일-1915년 8월 19일)
- 빌렘 마리누스 반 로섬 (1915년 10월 1일-1918년 3월 12일)
- 오레스테 조르지 (1918년 3월 12일-1924년 12월 30일)
- 안드레아스 프란츠 프뤼비르트 (1925년 1월 8일-1927년 7월 31일)
- 로렌초 라우리 (1927년 7월 31일-1941년 10월 8일)
- 니콜라 카날리 (1941년 10월 15일–1961년 8월 3일)
- 아르카디오 라라오나 사랄레구이 (1961년 8월 13일-1962년 2월 2일)
- 페르난도 첸토 (1962년 2월 12일-1967년 4월 7일)
- 주세페 페레토 (1967년 4월 7일-1973년 3월 1일)
- 주세페 파우피니 (1973년 3월 21일-1984년 4월 8일)
- 루이지 다달리오 (내사원장 서리: 1984년 4월 8일-1985년 5월 27일; 내사원장: 1985년 5월 27일-1990년 4월 6일)
- 윌리엄 웨이크필드 범 (1990년 4월 6일-2001년 11월 11일)

21세기
- 루이디 데 마이스트리스 (2001년 11월 22일-2003년 10월 4일)
- 제임스 프랜시스 스태퍼드 (2003년 10월 4일-2009년 6월 2일)
- 포르투나토 발델리 (2009년 6월 2일-2012년 1월 5일)
- 마누엘 몬테이로 데 카스트로 (2012년 1월 5일-2013년 9월 21일)
- 마우로 피아첸차 (2013년 9월 21일-2024년 4월 5일)
- 안젤로 데 도나티스 (2024년 4월 6일 - )